# Lijst van beelden in Urk
Dit is een (onvolledige) chronologische lijst van beelden in Urk. Onder een beeld wordt hier verstaan elk driedimensionaal kunstwerk in de openbare ruimte van de Nederlandse gemeente Urk, waarbij beeld wordt gebruikt als verzamelbegrip voor sculpturen, standbeelden, installaties, gedenktekens en overige beeldhouwwerken.
Voor een volledig overzicht van de beschikbare afbeeldingen zie: Beelden op Urk op Wikimedia Commons.
| Geplaatst | Omschrijving                 | Kunstenaar            | Straat              | Plaats | Materiaal          | Afbeelding |
| --------- | ---------------------------- | --------------------- | ------------------- | ------ | ------------------ | ---------- |
| 1968      | Urker vissersmonument        | Gerard van der Leeden | Peter Salebienplein | Urk    | Brons, marmer      |            |
| 1991      | Hulp en steun                | Piet Brouwer          |                     | Urk    |                    |            |
| 1994      | De IJsvlet                   | Piet Brouwer          | Klifkade - Klifweg  | Urk    | brons, natuursteen |            |
| 1995      | Meester Verstelle            | Piet Brouwer          | Het Spijk 4         | Urk    | brons              |            |
| 1998      | De vroemoer                  | Piet Brouwer          | Staversekade        | Urk    | brons              |            |
| 1999      | De Wonderbaarlijke Visvangst | Gerard van der Leeden | Wilhelminaplein     | Urk    | brons              |            |
| 2003      | De steenhoop der getuigenis  | Geert Weerstand       | Vlechttuinen 6      | Urk    | natuursteen        |            |
| 2004      | De Vleet                     | Gerard van der Leeden | Staartweg           | Urk    | brons              |            |
| 2013      | Orka                         | Hessel Bakker         | Dormakade           | Urk    | polyester          |            |
| 2017      | De Wachtsman                 | Piet Brouwer          |                     | Urk    |                    |            |